# Samuel Pierpont Langley

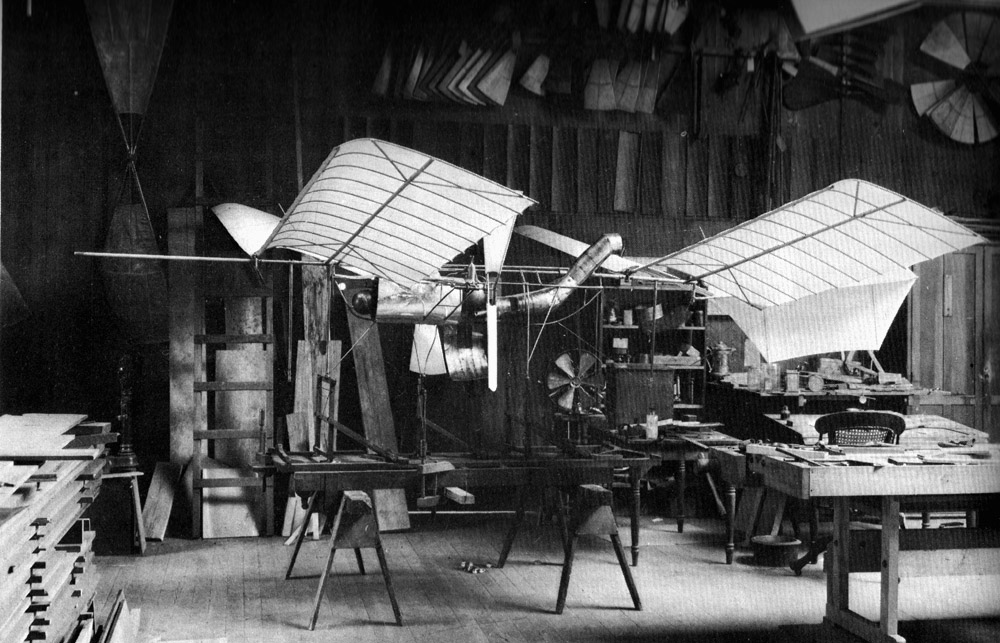
Modelo a um quarto de escala de um Aerodrome de Langley, 1896

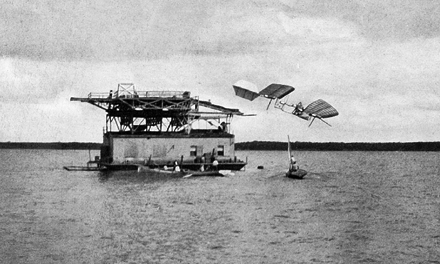
Primeiro fracasso do Large Aerodrome A, Rio Potomac, 7 de Outubro de 1903

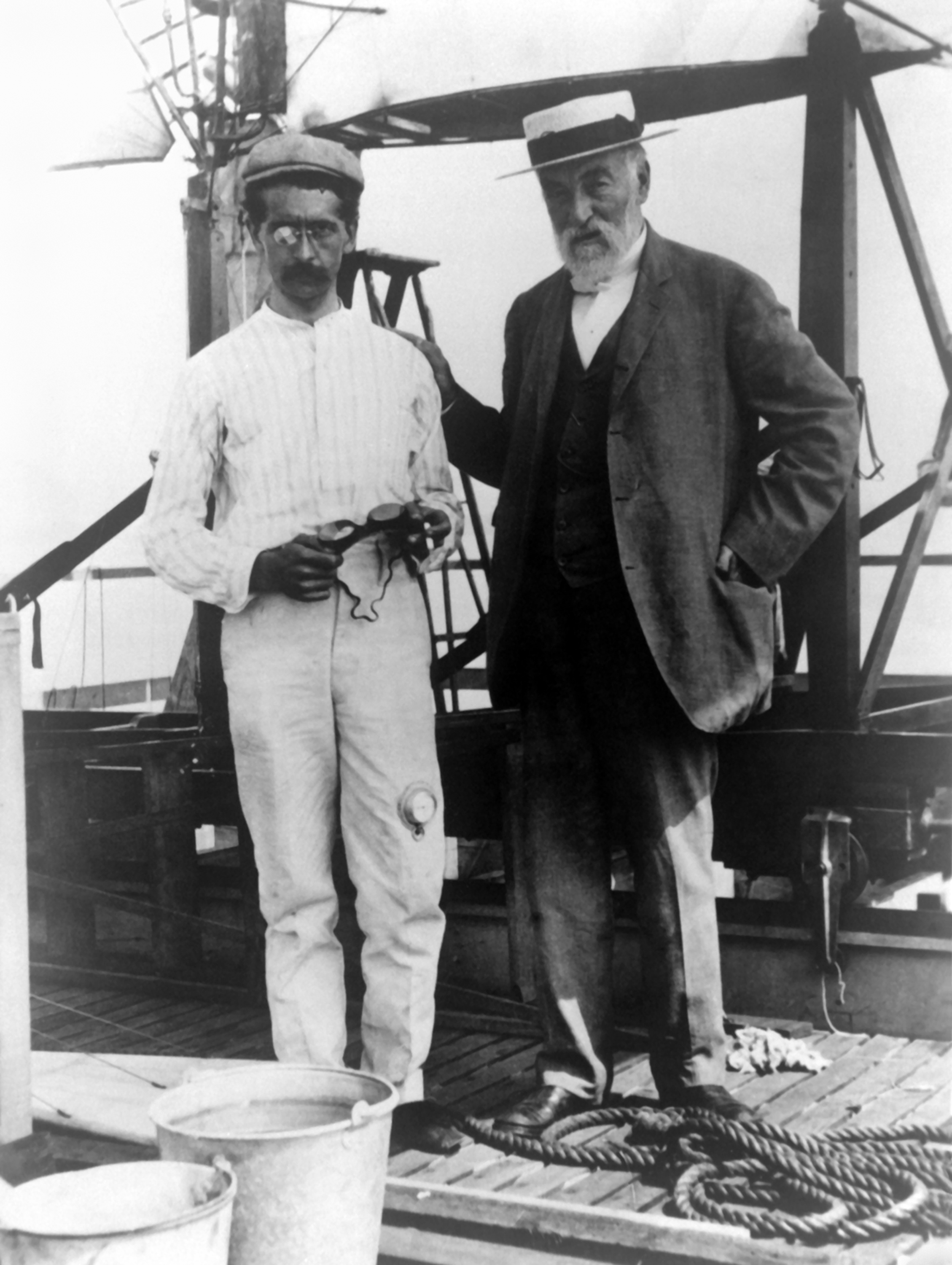
Manly com Langley

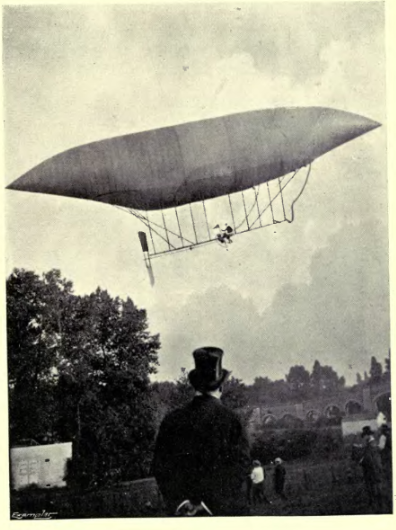
Langley vê o voo do No. 4 de Santos Dumont

Samuel Pierpont Langley (Roxbury, 22 de agosto de 1834 — Aiken, 27 de fevereiro de 1906) foi um astrónomo e físico norte-americano, inventor do bolómetro e pioneiro da aviação.

## Dados biográficos
Samuel Pierpont Langley nasceu em Roxbury, perto de Boston, Massachusetts, nos Estados Unidos da América. Formou-se na Boston Latin School, e foi assistente do Harvard College Observatory. Foi ainda professor de Matemática da Academia Naval dos Estados Unidos. Em 1867, foi nomeado director do Allegheny Observatory e professor de astronomia na Universidade de Pittsburgh, em Pittsburgh, Pennsylvania. Exerceu estas funções até 1891 apesar de, entretanto, se ter tornado o terceiro secretário do Instituto Smithsonianiano, em Washington, DC, em 1887. Langley foi ainda o fundador do Smithsonian Astrophysical Observatory.
Em 1886, Langley foi agraciado com a Medalha Henry Draper, da Academia Nacional de Ciências dos Estados Unidos, devido às suas contribuições no campo da física solar. Em 1878, Langley inventou o bolómetro, um instrumento usado para medir a incidência da radiação electromagnética. A publicação, em 1890, das suas observações sobre os infravermelhos junto com Frank Washington Very, foi posteriormente a base para a formulação dos primeiros cálculos sobre o efeito estufa, realizados por Svante Arrhenius.

## Pioneiro da aviação
Langley interessou-se pela construção de aparelhos que pudessem voar. Efectuou diversas tentativas usando aviões a que chamava Aerodromes. Usualmente, o nome de Langley é usado para contrastar com os irmãos Wright. Ao contrário daqueles homens, Langley possuía elevada instrução académica e dispunha de fundos para suportar os seus esforços para desenvolver um aparelho que pudesse voar. Além disso, a sua prestigiante posição como Secretário do Instituto Smithsonian, garantia-lhe credibilidade atraindo as atenções de investidores para os seus projectos.
Em 1896, Langley construiu um avião a vapor, não-tripulado, que foi designado por Aerodrome nº 6. Em 28 de Novembro daquele ano, o aparelho voou cerca de 1.200 metros até acabar o vapor que o movia. O aparelho não possuía qualquer sistema que permitisse direccionar o seu vôo. Naturalmente, máquinas a vapor são bastante pesadas e provou-se que não seriam práticas para voar (ver: Aeronave a vapor). Ainda assim, o sucesso do modelo número 6, permitiu que Langley convencesse o Departamento de Guerra (agora Departamento de Defesa) a investir 50 000 dólares no sentido de criar uma máquina voadora que pudesse ser pilotada. O Instituto Smithsoniano contribuiu com uma soma similar no apoio aos esforços de Langley. Assim, o assistente de Langley, Charles M. Manly, projectou uma máquina com cerca de 60 quilos, gerando 52 cavalos-vapor, que deveria garantir o sucesso. O resultado foi um avião mais adequado, que Langley chamou de Large Aerodrome A. Langley percebeu que os riscos em caso de insucesso seriam menores se o teste fosse realizado sobre a água. Assim, gastou praticamente metade dos fundos para construir uma barcaça com uma catapulta capaz de impulsionar o seu novo aparelho. Em 7 de Outubro de 1903, com Manly no comando, o avião de Langley foi lançado para pouco tempo depois mergulhar no Rio Potomac.
Crê-se que o Great Aerodrome talvez tivesse voado se Langley tivesse optado pelo meios mais convencionais de elevar os aparelhos desde o solo, apesar dos maiores riscos para o tripulante. Na verdade, o esforço da catapulta sobre o aparelho foi enorme, danificando a estrutura das asas dianteiras logo no arranque. A situação foi ainda pior na segunda tentativa, em 9 de Dezembro de 1903, quando a asa traseira e a cauda do aparelho foram completamente esmagadas no lançamento. Charles Manley quase morreu afogado antes de ser resgatado dos destroços do aparelho sobre a superfície coberta de gelo do Rio Potomac.
Naturalmente, as críticas não se fizeram esperar. O jornal The Brooklyn Eagle citou um político de Washington como tendo dito:
"Digam a Langley por mim que a única coisa que ele alguma vez fez voar foi o dinheiro do Governo."
Um outro representante de Washington descreveu a Langley como "um professor com imaginação, com sonhos de voar, a quem se deu os recursos de construir castelos no ar."
O Departamento de Guerra. no seu relatório final sobre o projecto de Langley, concluiu que "ainda estamos longe do objectivo final e parece-nos que necessitaremos ainda de anos de constante trabalho e estudo efectuado por especialistas, junto com o investimento de milhares de dólares, antes de podermos ter a esperança de produzir um aparelho de utilidade prática nesta área."
No entanto, em 17 de Dezembro de 1903, apenas oito dias depois do espectacular fracasso de Langley, foi lançado ao ar com auxilio de uma catapulta em Kitty Hawk, Carolina do Norte, um aparelho mais resistente, chamado de Flyer 1, foi construído por Orville e Willbur Wright, custando apenas cerca de mil dólares. Desiludido, Langley abandonou o seu projecto.
Samuel Pierpont Langley morreu destroçado e desapontado em 27 de Fevereiro de 1906, em Aiken, Carolina do Sul após uma série de ataques cardíacos. Mesmo ano em que o 14-Bis (Oiseau de Proie II) primeira aeronave "mais pesada que o ar" pilotado pelo inventor brasileiro Alberto Santos Dumont , levantou vôo sem ajuda de nenhum tipo de lançador e percorreu sessenta metros em sete segundos, a uma altura de aproximadamente dois metros, perante mais de mil espectadores em 23 de outubro, no campo de Bagatelle, Paris.
Apesar de dezoito anos de esforços para alcançar a imortalidade terem redundado em fracasso, Langley acabou por dar uma importante contribuição no progresso da aviação. Em 1914, oito anos depois de sua morte, o Aerodrome sofreu várias mudanças e voou com êxito em Hammondsport, Nova Iorque, pilotado por Glenn Hammond Curtiss.

## Reconhecimento
Em sua honra, foi atribuído o nome de Langley a várias coisas relacionadas com os estudos da física solar ou com a aviação, entre as quais:
- Medalha Langley
- Langley X-43A Hyper-X, NASA
- Langley Research Center, NASA LaRC, Hampton, Virginia
- Langley Air Force Base
- Langley Memorial Aeronautical Laboratory
- Unidade Langley de radiação solar
- Porta Aviões USS Langley (CV-1)
- Porta Aviões USS Langley (CVL-27)
- Navio Liberdade SS Samuel P. Langley, durante a Segunda Guerra Mundial.